# Aunque tú no lo sepas (película)
Aunque tú no lo sepas es una película española dirigida por Juan Vicente Córdoba.

## Argumento
Lucía (Sílvia Munt), una atractiva mujer de unos 40 años siente un vuelco en el corazón al cruzarse con un hombre, Juan (Gary Piquer), en unos grandes almacenes. Sin dudarlo decide seguirlo hasta su casa, la misma casa donde, 25 años atrás, mientras el franquismo daba sus últimos coletazos, Juan vio por primera vez a Lucía y se enamoró de ella. Entonces tenían 17 años e inventaron un lenguaje común a través de sus balcones.

## Comentarios
El relato de la juventud de los personajes recuerda a la película No amarás, de Krzysztof Kieślowski.
Fue la segunda película de Córdoba como director, siendo la primera el cortometraje Entrevías de 1995.

## Premios
Medallas del Círculo de Escritores Cinematográficos de 2001
| Categoría            | Candidatos                                                                                          | Resultado |
| -------------------- | --------------------------------------------------------------------------------------------------- | --------- |
| Mejor guion adaptado | Juan Vicente Córdoba Colaboradores: Antonio Conesa María Reyes Arias José Manuel Benayas Rafa Russo | Ganadores |